# Худяково (Челябинская область)
Худяково — деревня в Красноармейском районе Челябинской области России. Входит в состав Козырёвского сельского поселения.

## География
Деревня находится на северо-востоке Челябинской области, в лесостепной зоне, на правом берегу реки Миасс, на расстоянии 6 километров (по прямой) к западу от села Миасского, административного центра района. Абсолютная высота 156 метров над уровнем моря.

## Население
| 2002 | 2010 |
| ---- | ---- |
| 192  | ↗202 |

Гендерный состав
По данным Всероссийской переписи населения 2010 года в гендерной структуре населения мужчины составляли 44,1 %, женщины соответственно 55,9 %.
Национальный состав
Согласно результатам переписи 2002 года, в национальной структуре населения русские составляли 88 %.

## Улицы
Уличная сеть деревни состоит из двух улиц.